# Comité central du Parti du travail de Corée
Place Kim Il-sung, Pyongyang, Corée du Nord
Le Comité central du Parti du travail de Corée (en chosŏn’gŭl 조선로동당 중앙위원회) est l'organe suprême du Parti du travail de Corée du Nord (PTCN, 1946-1949) puis du Parti du travail de Corée (PTC, depuis 1949) entre les Réunions nationales du Parti des travailleurs de Corée. Selon les règles du PTC, le comité central est élu par le congrès du parti du travail et la conférence du parti peut se voir accorder le droit de renouveler sa composition. Dans la pratique, le Comité central a la capacité de révoquer et de nommer de nouveaux membres sans consulter le PTC lors de ses sessions plénières.
Le 1er comité central a été élu lors du 1er congrès du Parti du travail de Corée du Nord, en 1946. Il était composé de 43 membres. Le nombre de membres du Comité central a augmenté depuis lors : le 7e congrès, qui s'est tenu en 2017, en a élu 235. Les membres sans droit de vote, officiellement désignés comme membres suppléants, ont été présentés au 2e congrès.
Le Comité central se réunit au moins une fois par an pour une session plénière (« réunion » ou « plénums ») et doit servir de forum de discussion sur les questions importantes de politique. Il opère sur le principe du système idéologique monolithique et de la théorie du Grand Chef. Le rôle du Comité central a varié au cours de l'histoire. Au début de son histoire jusqu’à l’incident de la faction d'août, c’était un forum dans lequel différentes factions étaient en compétition. Depuis 1956, il exerce généralement son pouvoir par le biais de procédures formelles définies dans les règles du parti. Cependant, sa capacité réelle à influer sur les résultats des décisions prises au niveau national est inexistante, cette fonction étant généralement exercée dans la pratique par la Dynastie Kim et le Politburo. Néanmoins, les plénums du Comité central fonctionnent comme des lieux où la politique est officiellement mise en œuvre et les annonces publiques faites. Les décisions sont rendues publiques sous la forme de « résolutions » ou de « décisions ».

## Histoire
Le Comité central a été mis en place lors du 1er Congrès lorsque sa 1re composition a été élue. Composé de 43 membres, il s’est depuis élargi à tous les congrès. De 1948 à 1961, il s'est réuni en moyenne 2,4 fois par an, soit environ au même taux que le Comité central du Parti communiste de l'Union soviétique. Les réunions tenues au cours de cette période ne dépassaient en général pas un jour. Le pouvoir du Comité central ne réside pas dans la fréquence (ou la durée) de ses réunions, mais dans son appareil. Contrôlé par le Politburo plutôt que par le Comité central, l'appareil était le gouvernement de la Corée du Nord dirigé par Kim Il Sung. Le Comité central n'a pas été convoqué pour une session plénière entre 1993 et 2010.
il y a eu un intervalle de 37 ans entre le 6e congrès et le 7e congrès. Le comité central et son appareil a grandement été affaibli sous Kim Jong Il avec plusieurs vacances de bureau. À partir de 2005, il a pris plusieurs mesures pour revitaliser le parti, en nommant de hauts responsables à de nouveaux postes.
Pak Nam Gi a été nommé chef du département de la planification et des finances et Jang Song Thaek a été nommé chef du département administratif. Supervisant toutes les questions de sécurité, Jang a été indirectement rétabli dans ses fonctions et responsabilités en tant que chef du Département Organisation et Orientation. La 3e Conférence de représentants (tenue en septembre 2010) a renouvelé la composition du Comité central. Toutefois, le pouvoir de lui attribuer un nouveau mandat est exercé par le congrès du parti.
Lors du sommet inter-coréen de septembre 2018 pour la première fois un dirigeant étranger a été accueilli au siège du Comité central du Parti du travail de Corée (PTC).

## Règlements

### Processus d'élection et de nomination
Le congrès du parti élit le Comité central. Le processus électoral et sa nomination sont généralement rejetés comme étant des approbations sans discussion. Il est généralement admis que le Comité central précédent et/ou le Politburo a préalablement décidé de la composition du Comité central et que le processus électoral est truqué. La charte du PTC définit le parti comme « le parti du Grand Leader » et souligne que le parti est subordonné au Grand Leader. Cela influence les procédures internes du parti et son processus électoral, car le parti doit être loyal au « Grand Leader ».
La Charte stipule que la taille du comité central est déterminée par le présidium du congrès. La session plénière du Comité central est habilitée à renouveler son rang si « nécessaire ». Les candidats peuvent être nommés par les comités provinciaux, mais le Comité central par l’intermédiaire du Département de l’Organisation et de l’Orientation a le dernier mot.

### Sessions plénières
Entre les sessions des congrès et des conférences du parti, le Comité central est la plus haute institution du PTC. Il ne s'agit pas d'un organe permanent et, conformément à la Charte du PTC, il se réunit au moins une fois par an,. Le Politburo convoque le Comité central pour des sessions plénières. Conformément à la Charte du PTC, une séance plénière consiste à examiner et à décider « des questions importantes du parti » et à élire le Politburo et son présidium, le Bureau de la politique exécutive, la Commission militaire centrale, la Commission de contrôle, le Vice-président du PTC, les chefs de département du Comité Central et de postes subalternes dans les provinces. Il était auparavant habilité à élire le chef du parti. Il peut élever les membres suppléants sans droit de vote en membres titulaires et nommer de nouveaux membres avec droit de vote et membres non votants au Comité central lors de ses sessions plénières.

## Principaux organes de décision

### Bureau politique du Parti des travailleurs de Corée (ou Politburo)
Le Politburo (anciennement « Comité politique »), était le principal organe de décision du PTC jusqu'à la création du Présidium,. Le Politburo a des membres à part entière (votants) et des candidats (non votants) et constitue l'organe de décision suprême du PTC lorsqu'il se réunit en réunion. Jusqu'à la 3e Conférence, le Politburo était élu par le Comité central immédiatement après un congrès. Bien que la charte du parti spécifie que le Politburo devrait se réunir au moins une fois par mois, il y a peu de preuve qui indique que cela se produit réellement. Les membres du Politburo peuvent siéger simultanément au sein du parti ou dans des commissions d'États, du gouvernement ou du Comité central.
Les preuves suggèrent que le Politburo fonctionne de la même manière que le Politburo du Parti communiste sous Staline, les membres du Politburo agissant en tant que membres du personnel du chef du parti plutôt qu'en tant que décideurs. Cela n'a pas toujours été le cas. Avant que Kim Il-sung ne supprime l'opposition des partis, le Politburo était un organe décisionnel où les différences de politique étaient discutées. Depuis la consolidation du pouvoir de Kim Il-sung, le Politburo est devenu un organe d'approbation sans discussion. Les membres dirigeants ont disparu sans explication, le dernier cas est celui de Kim Tong-gyu, qui a disparu en 1977. Les membres du Politburo dirigés par Kim Il-sung et Kim Jong-il ne disposaient pas d'une base de pouvoir solide et dépendaient du chef du parti pour leur poste.

#### Présidium
Le Présidium a été créé lors du 6ème Congrès en 1980 et constitue l'organe de décision suprême du PTC lorsque le Politburo et le Comité central ne sont pas en session. À la mort d’O Jin-u en 1995, Kim Jong-il est resté le seul membre du Présidium encore en vie, les quatre autres (Kim Il-sung, Kim Il, O Jin-u et Ri Jong-ok) sont morts au pouvoir. Entre la mort d'O Jin-u et la 3e Conférence, aucun rapport n'indiquait que Kim Jong-il ou la direction du parti central préparait une nouvelle composition du Présidium. Stephan Haggard, Luke Herman et Jaesung Ryu, écrivant pour Asian Survey en 2014, ont affirmé que le Présidium « n'était clairement pas une institution fonctionnelle ».

#### Bureau politique exécutif
Le Bureau politique exécutif, dans sa forme actuelle, a été créé lors du 7e Congrès. Cependant, son histoire remonte à la création du Secrétariat lors de la 2e Conférence du parti en octobre 1966. Il imite le rôle de son homologue soviétique à l'époque stalinienne. Le président du PTC est le chef du bureau politique exécutif et les autres membres portent le titre de « vice-président du comité central du PTC ». Cet organe est chargé de superviser et de mettre en œuvre les politiques du parti et de superviser ses organes.

### Commission militaire centrale
La Commission militaire centrale (CMC) a été créée en 1962 par décision de la 5e séance plénière du 4e Comité central. Un amendement de 1982 à la charte du PTC aurait rendu le CMC égal au Comité central, lui permettant (entre autres choses) d'élire le chef du PTC. Malgré cela, certains observateurs estiment que, lors de la 3e Conférence, le CMC est redevenu responsable devant le Comité central. Selon l'article 27 de la charte du PTC, le CMC est la plus haute instance du parti dans les affaires militaires et dirige l'Armée populaire de Corée. Il commande à l'Armée populaire coréenne en développant et en guidant ses armes. Le Président du Parti des travailleurs de Corée est de droit le président du CMC.

### Commission de contrôle
La Commission de contrôle (anciennement « Commission d'inspection ») a été élue par la 1re session plénière du Comité Central après un congrès du parti. Il est chargé de réglementer l'appartenance au parti et de résoudre les problèmes de discipline impliquant des membres du parti. Les sujets d'investigation vont de la corruption aux activités anti-partis et contre-révolutionnaires, englobant généralement toutes les violations des règles du parti. Les organisations du parti au niveau inférieur (au niveau provincial ou du comté, par exemple) et les membres individuels peuvent faire appel directement à la commission.

## Responsabilités administratives

### Départements
Bien que sous le règne de Kim Jong-il, l'appareil du Comité central ait été réorganisé à plusieurs reprises, certains départements (principalement ceux chargés des affaires internes et organisationnelles du parti : les départements « Organisation et Orientation », « Propagande et Agitation » et « Affaires des cadres ») sont restés en grande partie intacts. En revanche, les départements chargés de surveiller l’économie ou les affaires sud-coréennes (comme le département administratif, qui a été rétabli en 2006 après avoir fait partie du département d’organisation et d’orientation depuis les années 1990) ont été fréquemment réorganisés. Bien que le département du Front uni ait connu des hauts et des bas pendant le règne de Kim Jong-il, en 2006-2007, il a été le centre d'une purge.
Les départements de la planification économique et de la politique agricole ont été supprimés en 2002-2003 afin de renforcer le contrôle du Cabinet sur l'économie. D'autres changements ont eu lieu en 2009 avec la création des départements de la politique industrielle de l'industrie du film et de l'industrie légère. Le bureau 38 a été fusionné avec le bureau 39 (et ensuite rétabli), le service de liaison externe a été transféré de la compétence du PTC au Cabinet, tandis que le bureau 35 (également appelé « service des enquêtes et du renseignement externe ») et le département des opérations a été transféré de la juridiction du PTC au Bureau général de reconnaissance.
À la 3e Conférence, des observateurs étrangers savaient que le Département de la défense civile avait été supprimé et que certains chefs de département (Chong Pyong-ho, Kim Kuk-tae et Ri Ha-il, par exemple) avaient pris leur retraite.
| Département ou services                                                         | Directeur      | Ref    |
| ------------------------------------------------------------------------------- | -------------- | ------ |
| Département de l’Organisation et de l’Orientation                               | Choe Ryong-hae | [ 32 ] |
| Département Propagande et Agitation                                             | Pak Kwang-ho   | [ 33 ] |
| Cadres Department                                                               | Kim Phyong-hae | [ 33 ] |
| Département des industries légères                                              | An Jong-su     | [ 33 ] |
| Economic Affairs Department                                                     | O Su-yong      | [ 32 ] |
| Science and Education Department                                                | Choe Dong-myon | [ 33 ] |
| Département International                                                       | Ri Su-yong     | [ 33 ] |
| Military Department                                                             | NC             | [ 33 ] |
| Defense Industry Department                                                     | Thae Jong-su   | [ 33 ] |
| Working Organization Department                                                 | Ri Il-hwan     | [ 33 ] |
| Agriculture Department                                                          | Ri Chol-man    | [ 33 ] |
| Party History Institute                                                         | Ryang Won-ho   | [ 33 ] |
| Document Archives                                                               | Kim Jung-hyop  | [ 33 ] |
| Civil Defense Department                                                        | Ri Yong-rae    | [ 33 ] |
| Appeals Office                                                                  | NC             | [ 33 ] |
| Département de la planification et des finances (Finance Accounting Department) | Han Kwang-sang | [ 32 ] |
| Département de l’administration                                                 | NC             | [ 33 ] |
| United Front Department                                                         | Kim Yong-chol  | [ 33 ] |
| Division 39                                                                     | Shin Ryong-man | [ 33 ] |

### Rodong Sinmun
Le Rodong Sinmun est un organe du Comité central du PTC et joue le rôle de porte-parole officiel du parti. Sa tâche consiste à « réaliser une transformation révolutionnaire de la société et du peuple, comme l'exigent l'idéologie révolutionnaire et la grande idée du grand rassemblement, tenir fermement le parti et le peuple dans son ensemble autour de Kim Jong-il, et lutter pour assurer l'unité politique et idéologique du peuple. ». Le rédacteur en chef du journal est nommé par le comité central en séance plénière.

## Galerie

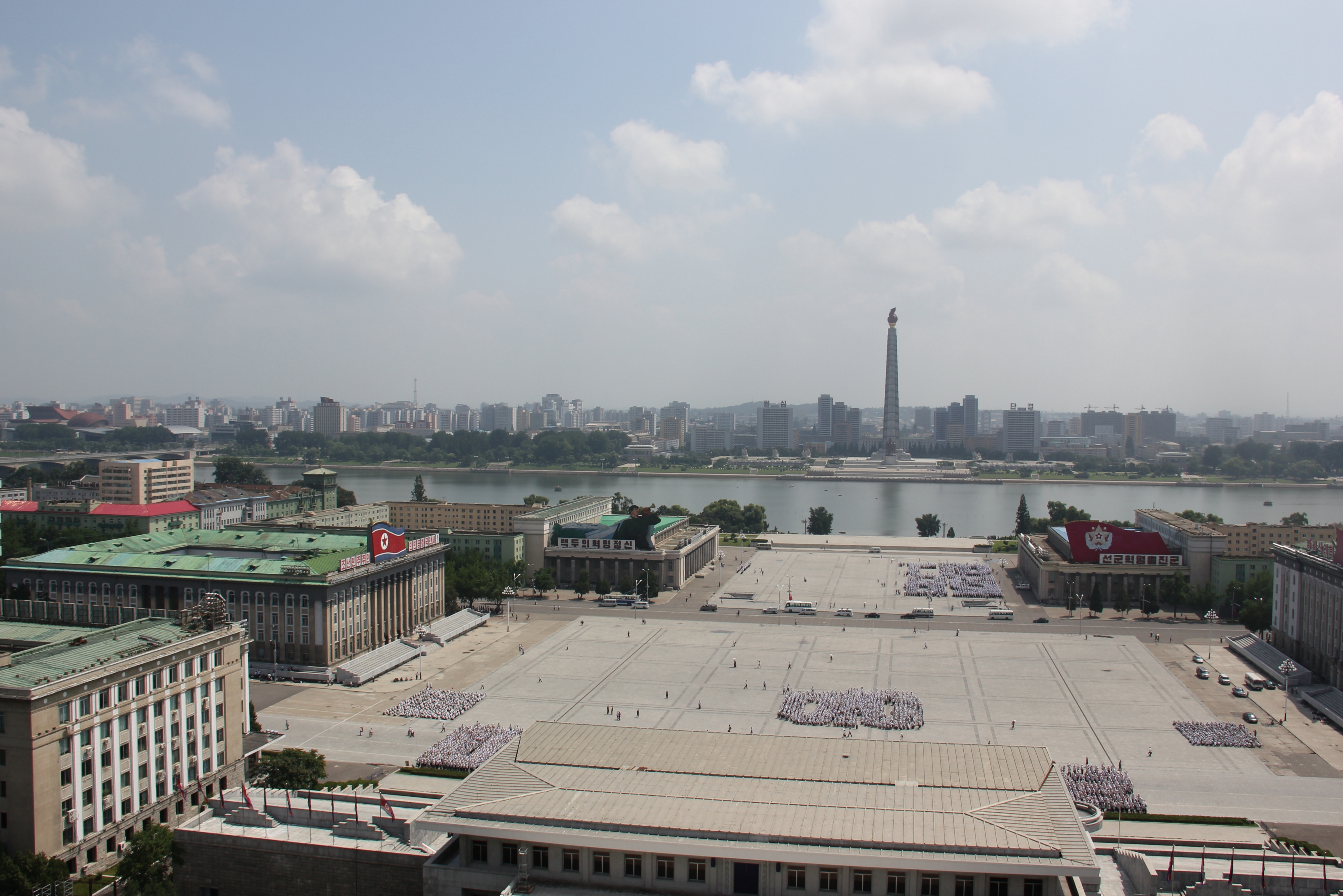
Quartier Général du Comité Central situé a gauche de la place Kim Il-sung sur la photo
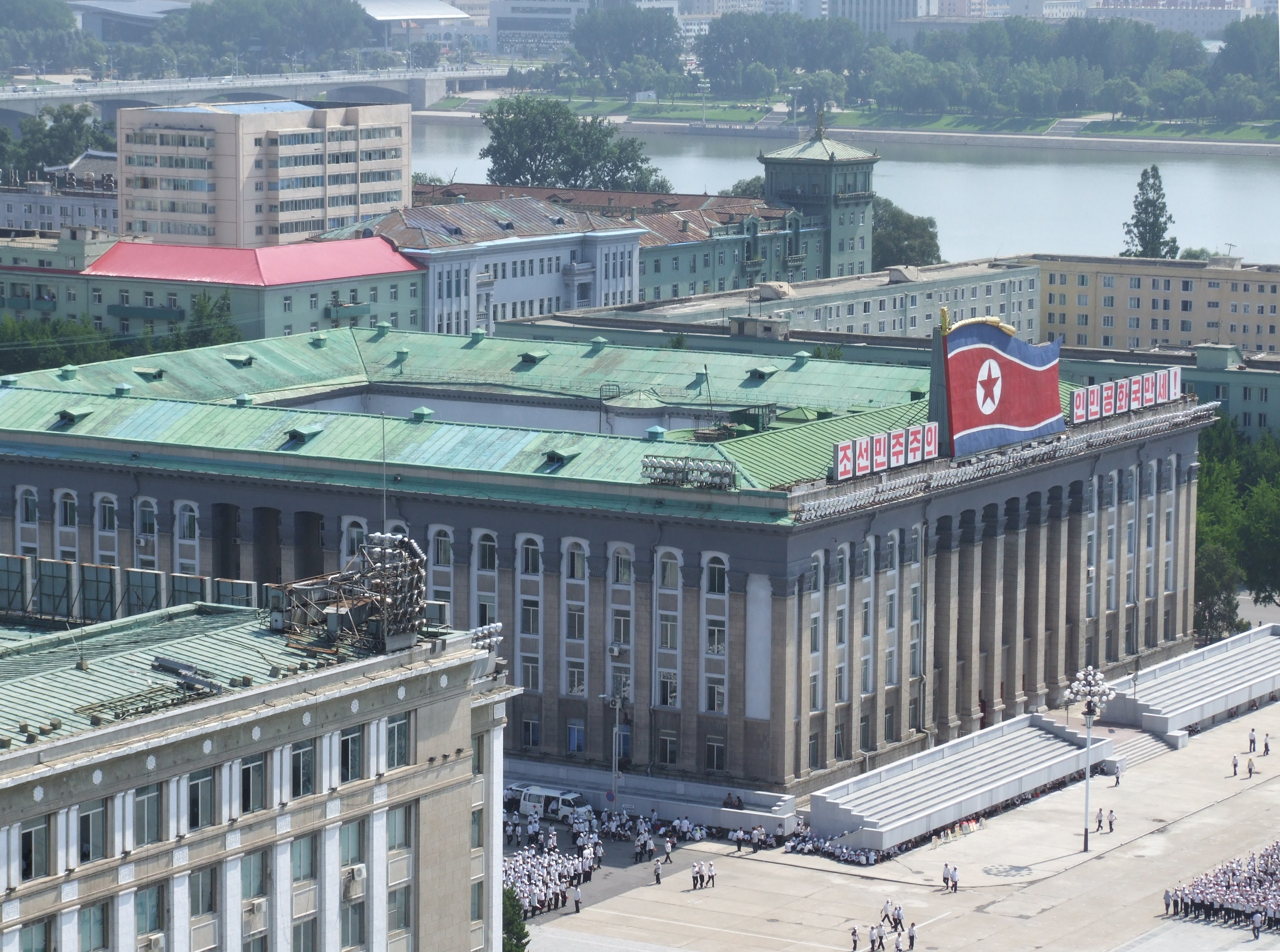
Quartier Général du Comité Central du Parti du travail de Corée.
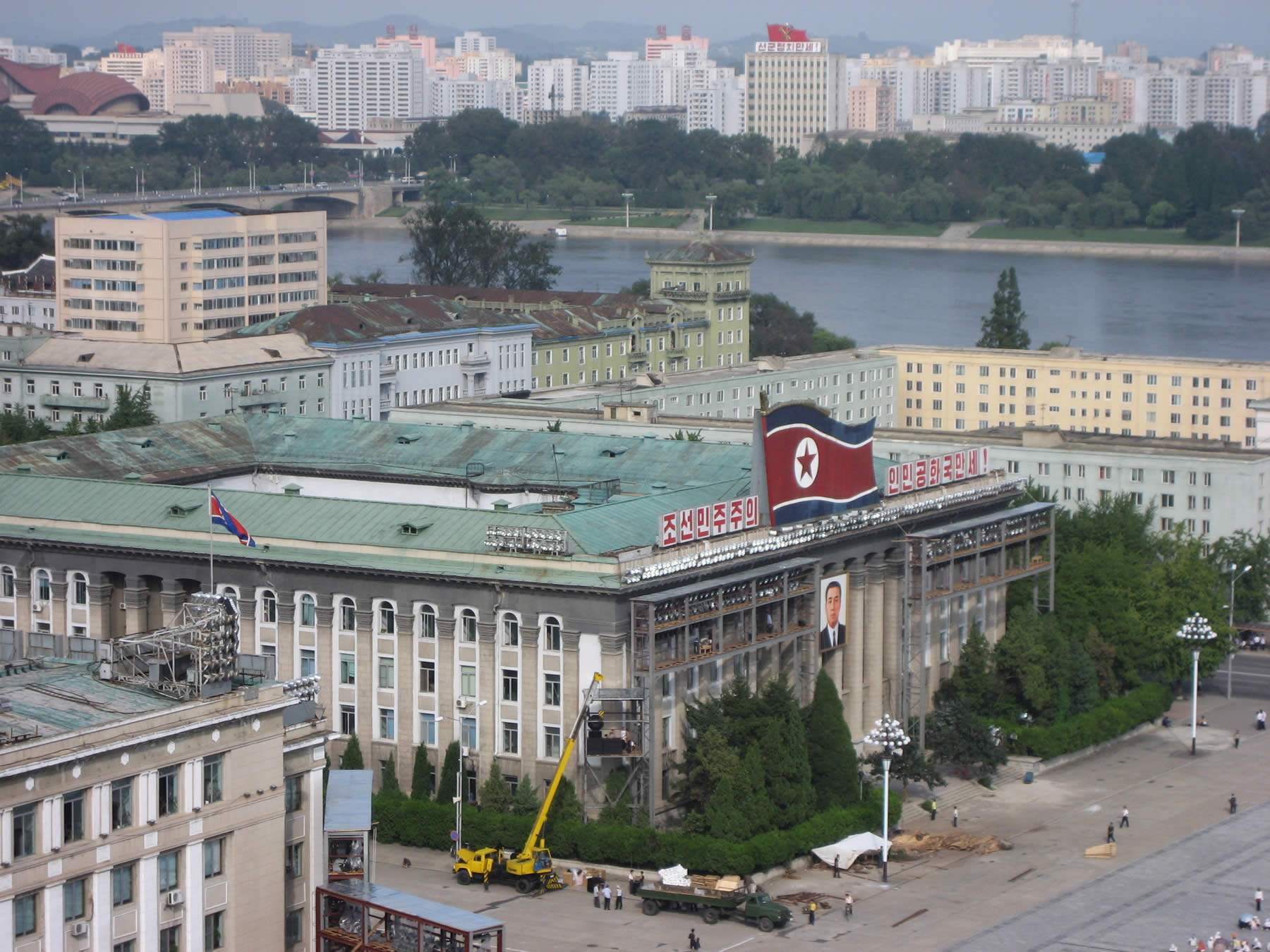
Quartier Général du Comité Central du Parti du travail de Corée, avec le portrait de Kim Il-sung sur sa façade.
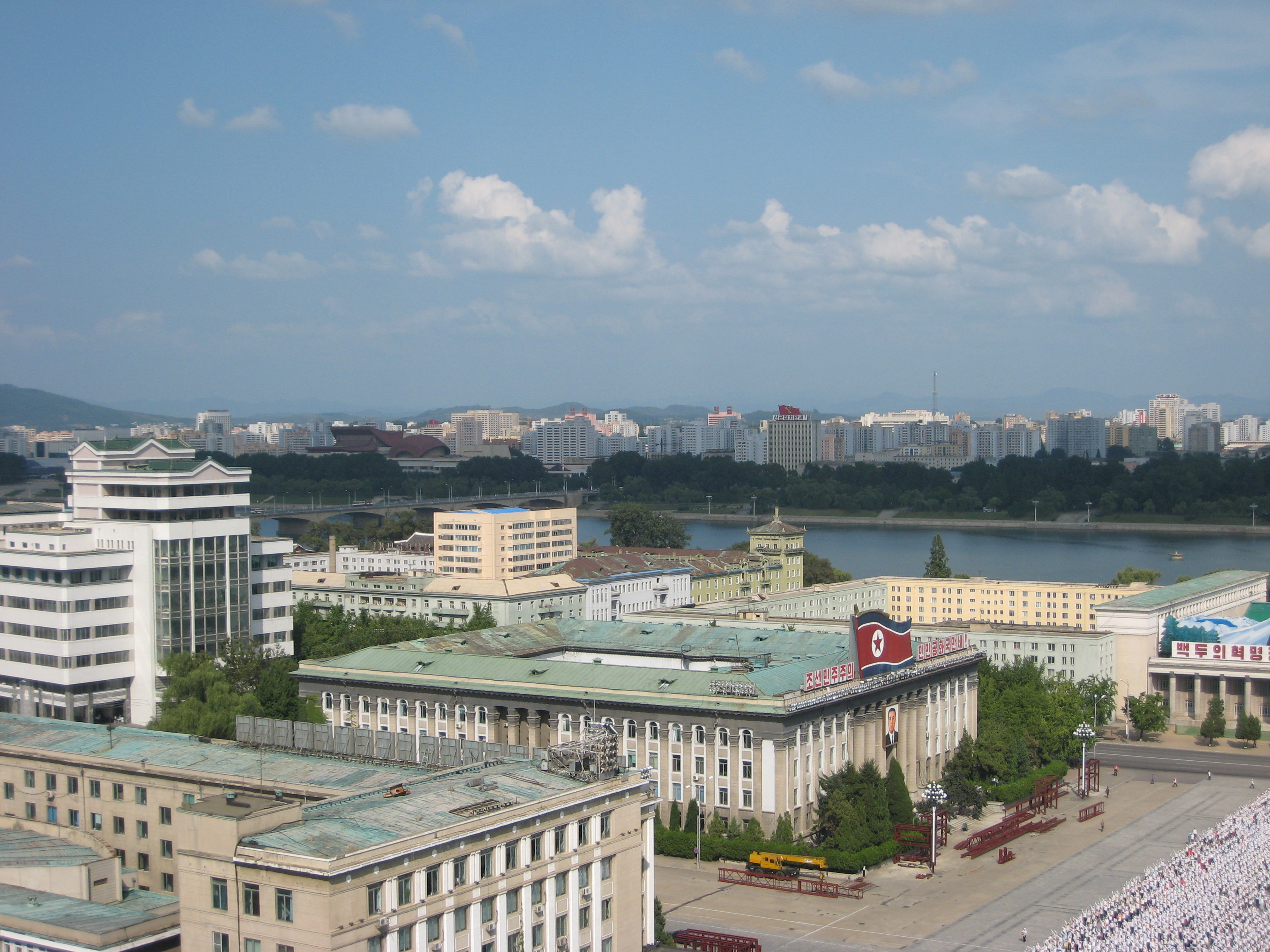
Quartier Général du Comité Central du Parti du travail de Corée.
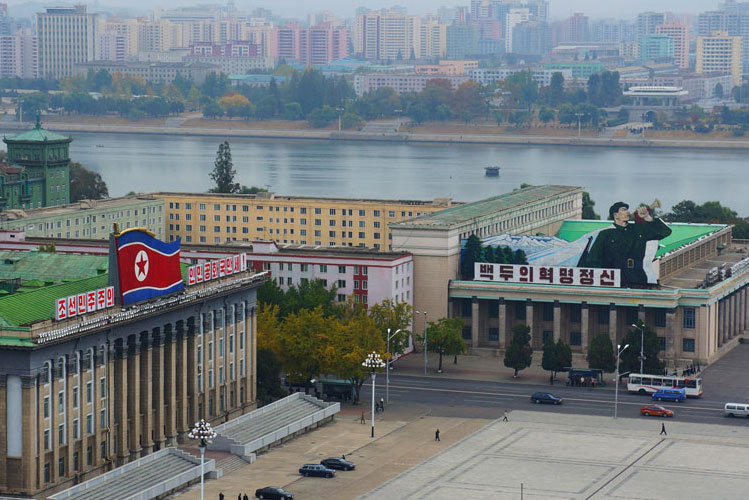
Quartier Général du Comité Central du Parti du travail de Corée.
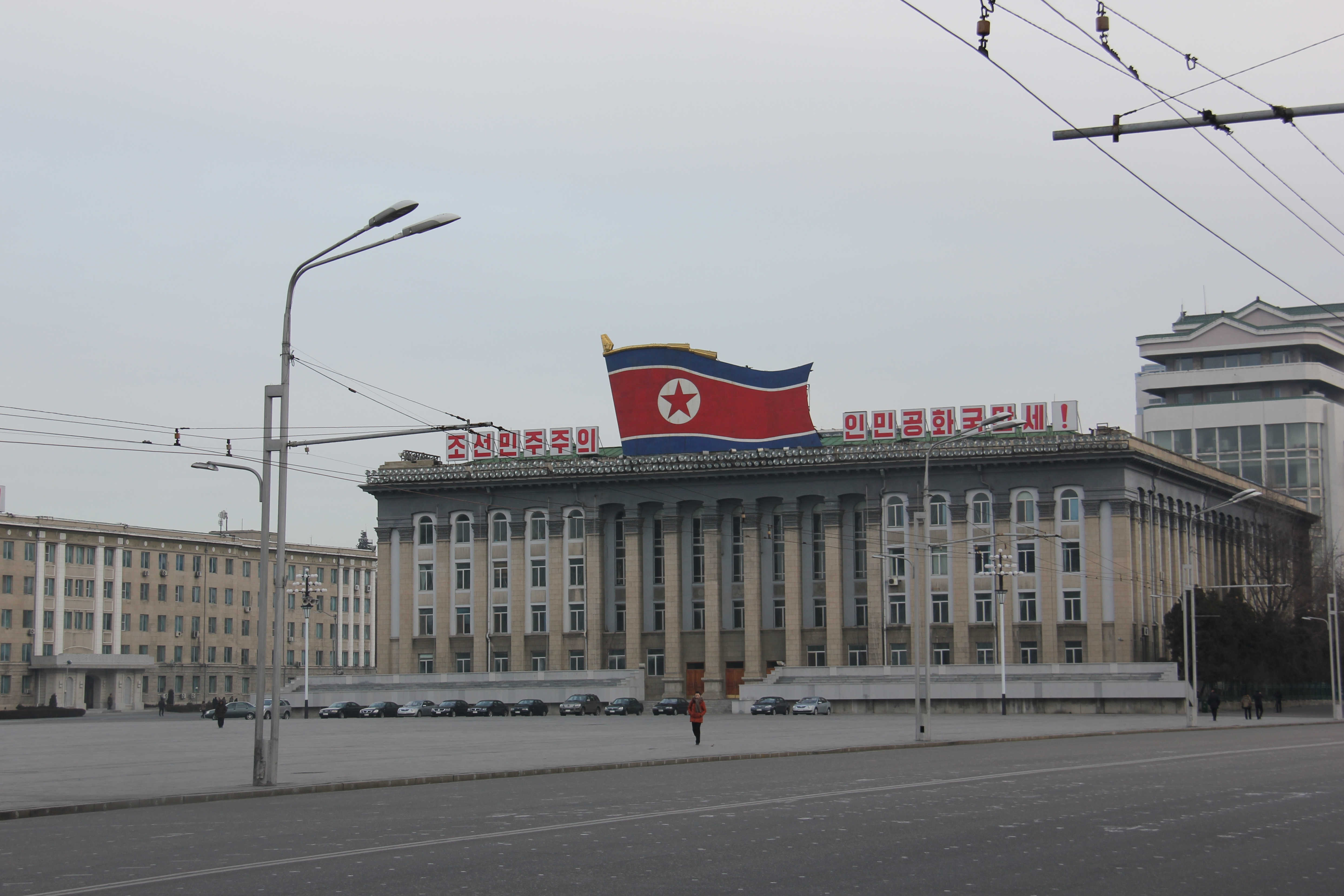
Quartier Général du Comité Central du Parti du travail de Corée.
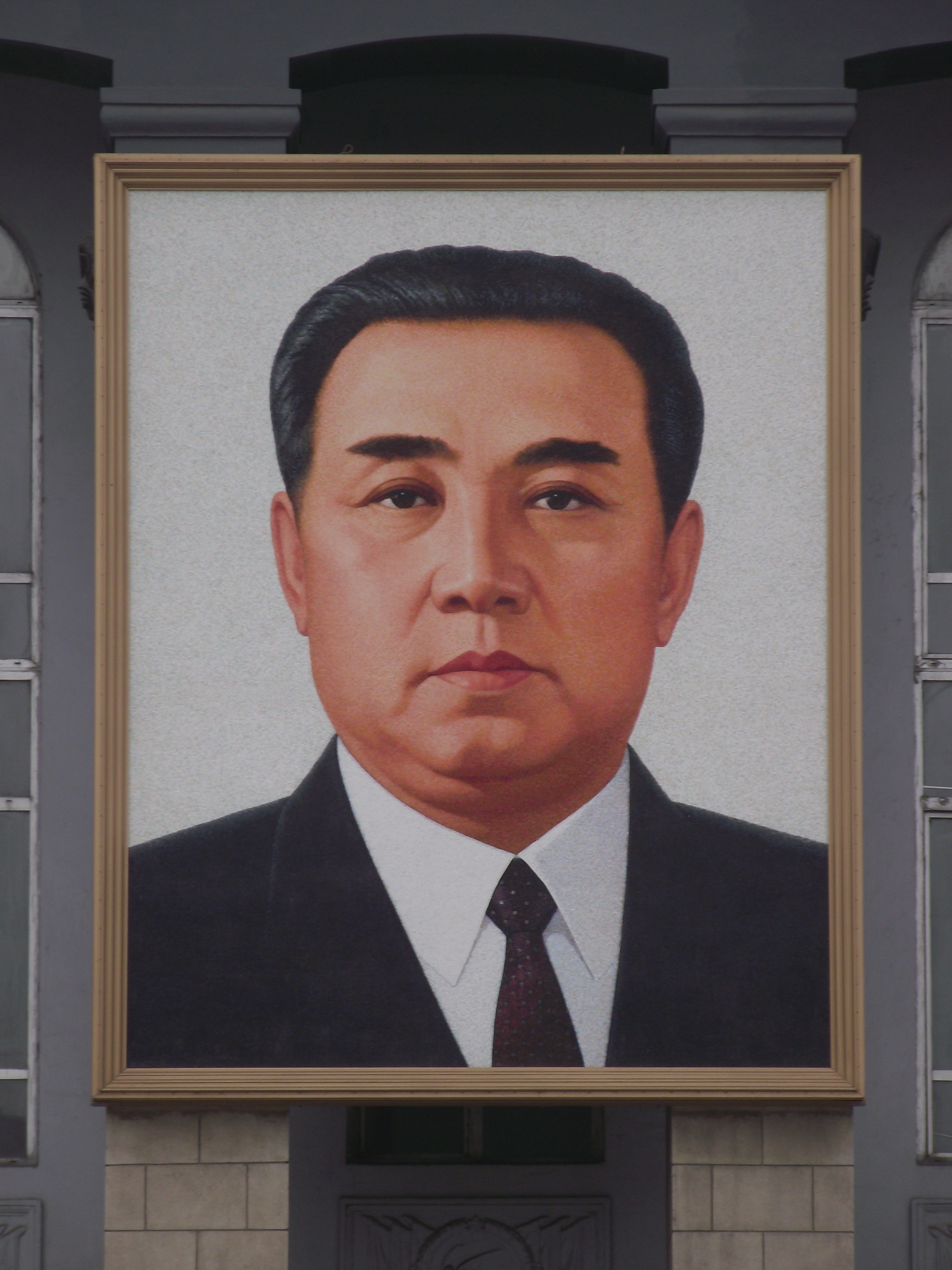
Portrait de Kim Il-sung sur la façade du Quartier Général du Comité Central du Parti du travail de Corée.
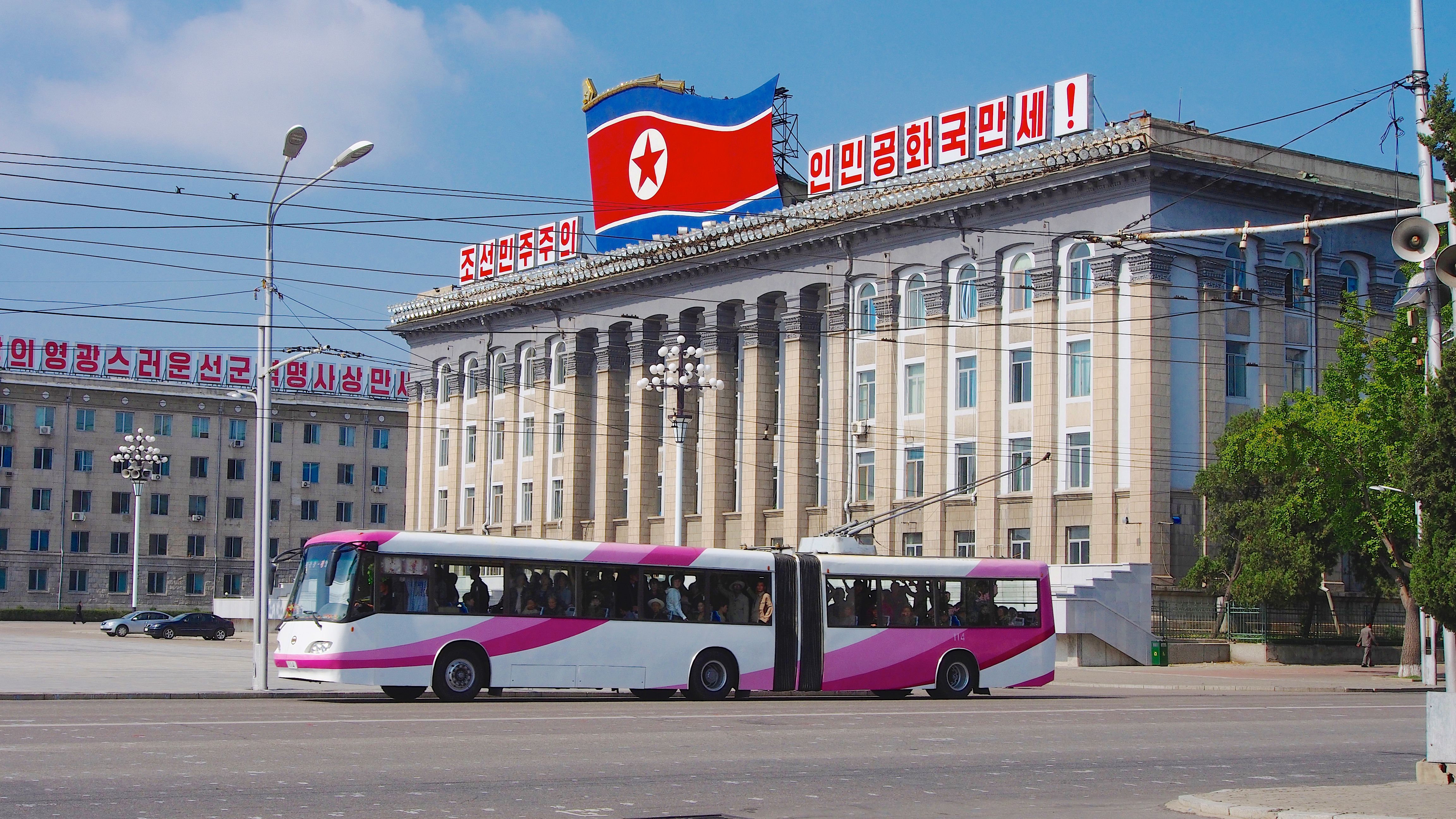
Quartier Général du Comité Central du Parti du travail de Corée.